# Пречистенский собор (Вильнюс)

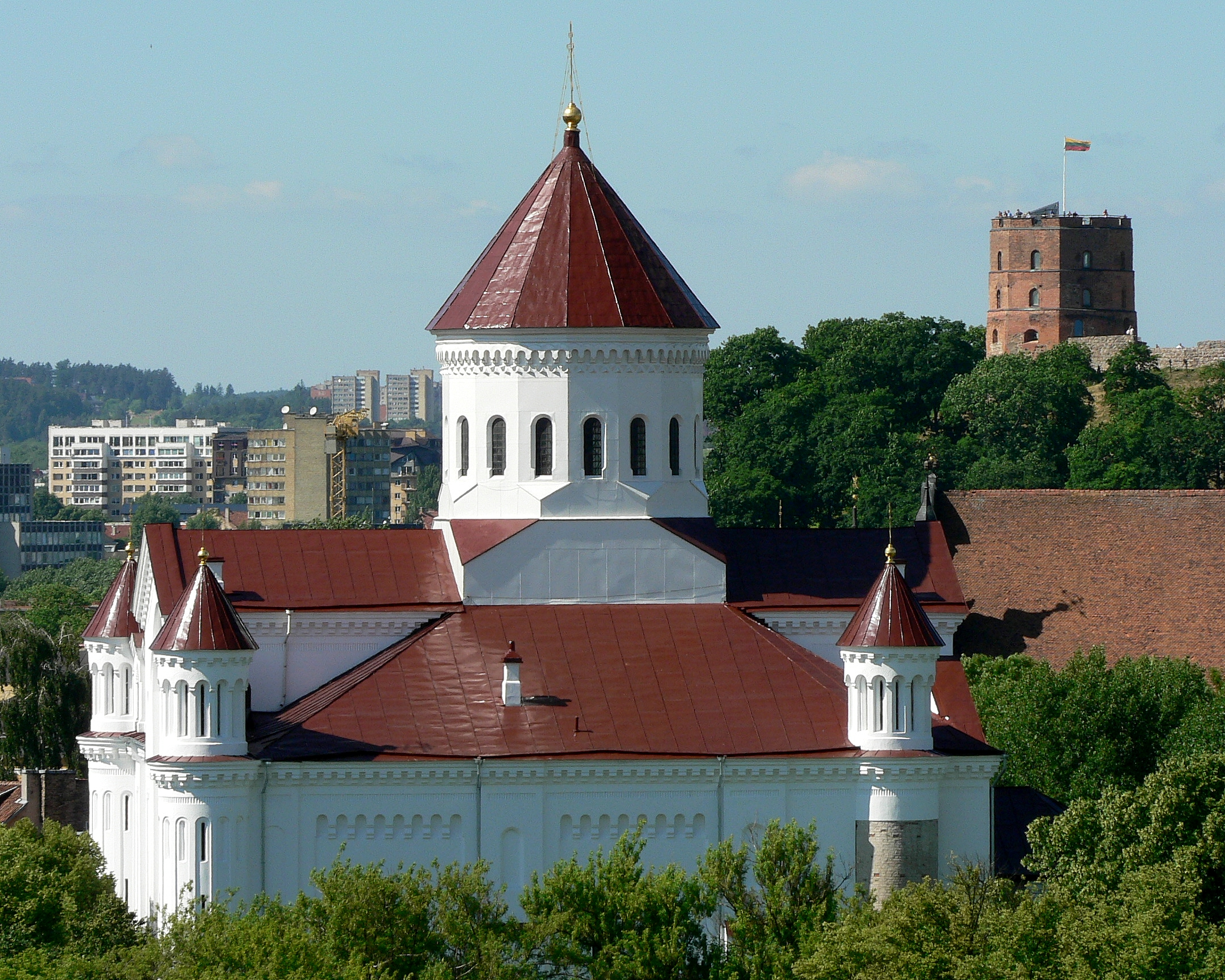

Пречи́стенский собо́р (собор Успения Пречистой Божией Матери) — православный храм в Вильнюсе, кафедральный собор Виленской и Литовской епархии Русской православной церкви. Расположен в Старом городе на берегу Вильни.
Включён в Регистр культурных ценностей Литовской Республики (код 1104), охраняется государством.

## Значение

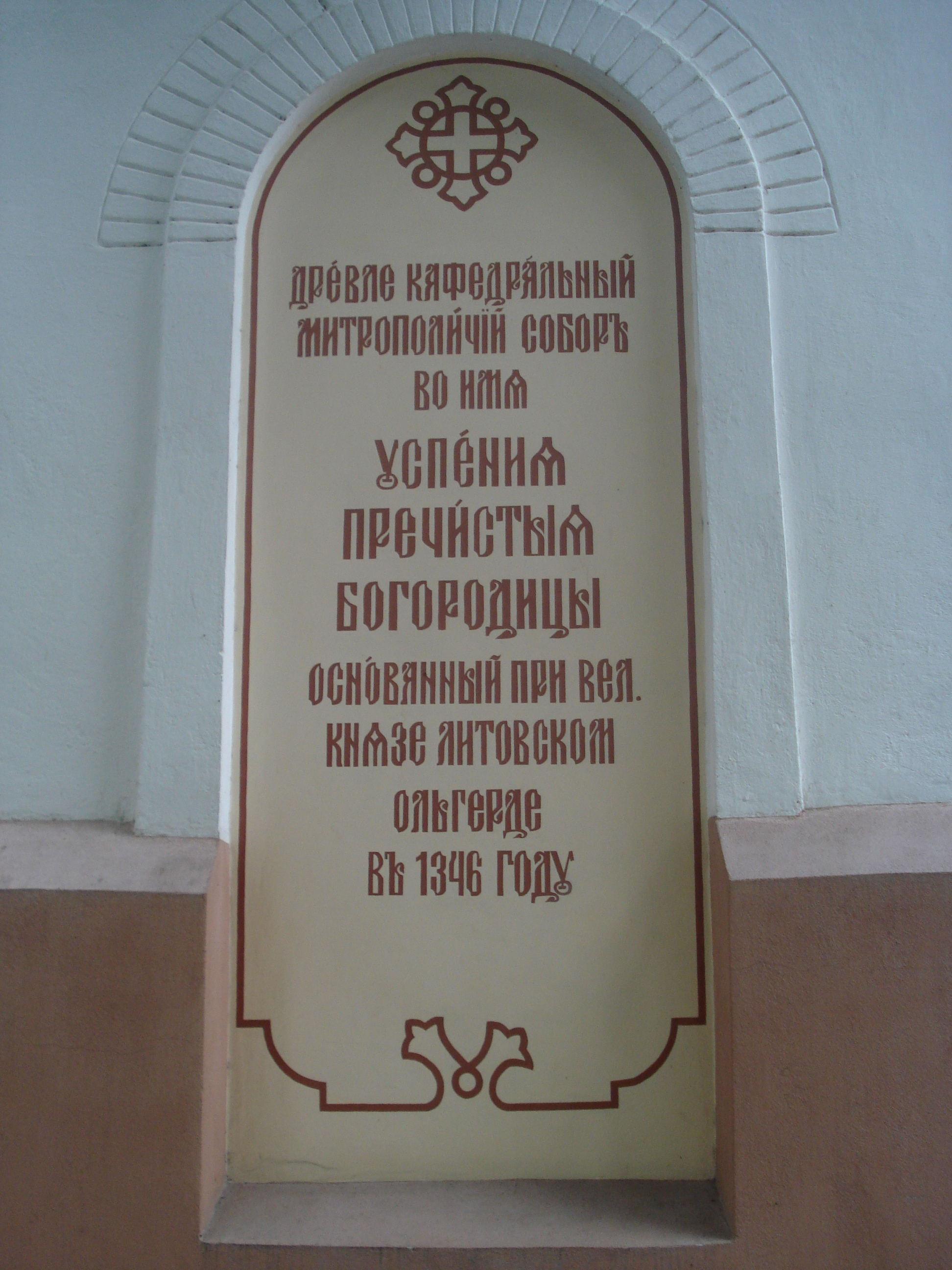
Памятная таблица у входа

Один из древнейших христианских храмов в Вильне — основан, как гласит памятная таблица у входа, при великом князе литовском Ольгерде в 1346 году. 15 февраля 1495 года, когда происходило бракосочетание великой княгини Елены Иоанновны с великим Литовским князем Александром, в этот храм «прииде и ту молебны пеша и оттуда к венчанию с великим князем Литовским, впоследствии королём Польским, поиде». Молебен совершил архимандрит Макарий, впоследствии претерпевший мученическую смерть от татар и причисленный к лику святых. В его честь освящён правый придел собора. Елена Иоанновна погребена в соборе (ум. 1513). На фронтоне надпись: «Храм построен при Великом князе Ольгерде в 1346 году… и положиша тело его в церкви Пресвятой Богородицы в Вильне, юже сам созда». По легенде, церковь князь возвёл для своей супруги Юлиании Тверской.

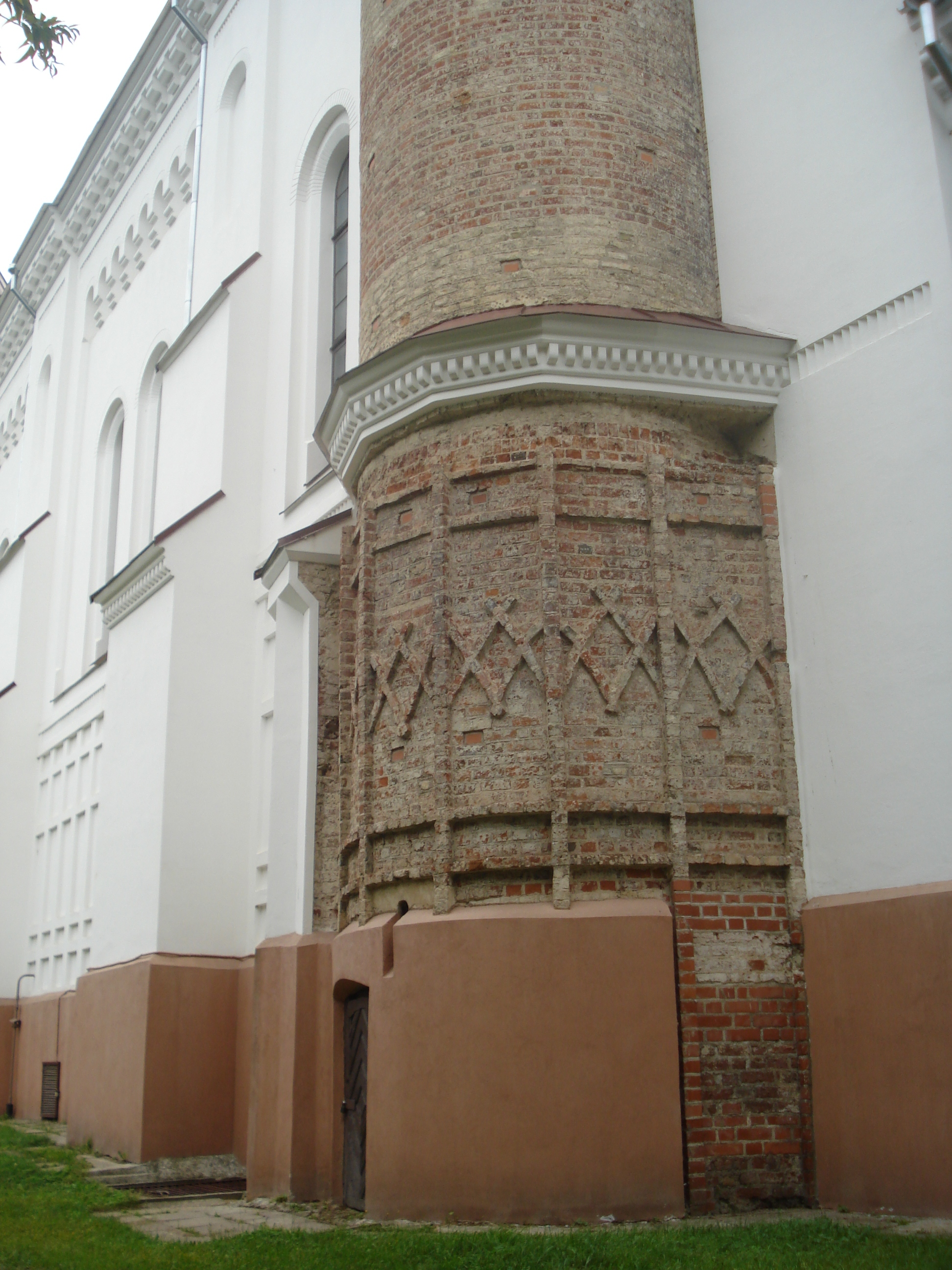
Остатки древней готической кладки

## История
Сооружён киевскими зодчими по образцу собора Святой Софии в Киеве и в 1348 году освящён епископом Владимирским Алексием, митрополитом Киевский и всея Руси, приглашённым великим князем литовским Олгердом. При Витовте Великом, добивавшемся Литовской православной митрополии, отдельной от митрополии Киевской и всея Руси и с избранием в 1415 особого Митрополита Киевского и Литовского (рукоположен 1416) Григория Цамблака собор получил статус и наименование кафедрального митрополичьего собора.

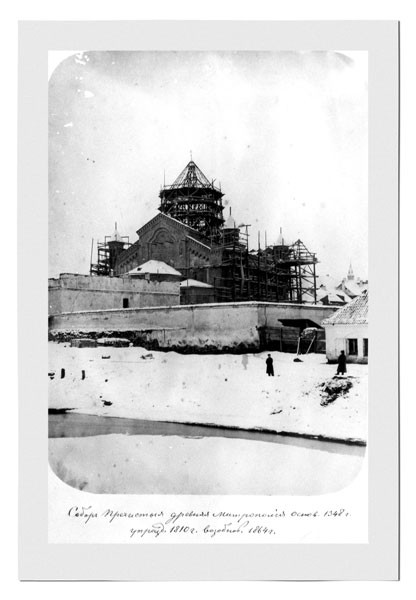
Юзеф Чехович. Реконструкция Пречистенского собора

Позднее пришёл в упадок и был отстроен заботами и на средства покровителя православия в Великом княжестве Литовском, великого гетмана литовского князя Константина Ивановича Острожского (1511—1522). С 1609 года принадлежал униатам. Страдал от пожаров, перестраивался, утрачивая черты прежнего облика. В 1748 году здание пострадало от пожара и было заброшено. Богослужения не совершались, здание меняло владельцев и назначение.
В 1808 здание было продано Виленскому университету. В радикально перестроенном архитектором Михалом Шульцем в духе классицизма здании были оборудованы анатомикум (анатомический театр; 1815), учебные аудитории, библиотека. С упразднением виленской Медико-хирургической академии (1841) вновь начались смены владельцев и назначения здания: здесь располагались казармы, архив, торговые и хозяйственные помещения, частные жилые помещения, кузница.

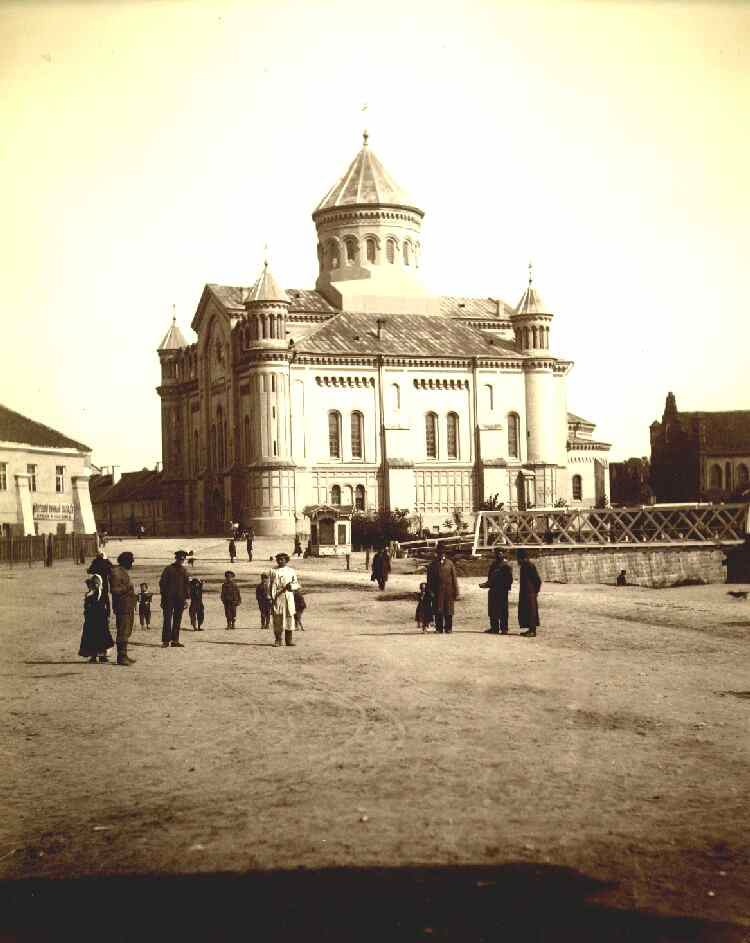
Пречистенский собор 1873 г.

По инициативе генерал-губернатора Михаила Муравьёва и его брата Андрея Муравьёва в 1864 с высочайшего соизволения был начат всероссийский сбор пожертвований на восстановление храма. В 1865—1868 храм был восстановлен по проекту Александра Резанова и Николая Чагина. Освящён в октябре (в ноябре по григорианскому стилю) 1868 года. Пятиярусный иконостас с 73 иконами (святая Евфросиния Полоцкая, святой Александр Невский и другие святые, имевшие отношение к западнорусским землям) выполнен художником Иваном Трутневым, бывшим в течение двух десятилетий старостой храма.
В 1946 году постоянных прихожан собора насчитывалось 424. Приход был официально зарегистрирован в 1948 году. В 1949 и 1957 годах храм капитально ремонтировался, реставрирован в 1980 году.

## Современное состояние
В 1998 году при митрополите Виленском и Литовском Хризостоме собор был отреставрирован. В настоящее время в Пречистенском Кафедральном соборе служит несколько клириков. Настоятель: митрополит Виленский и Литовский Иннокентий. Ключарь собора: протоиерей Евгений Руденко.
В храме действует воскресная школа, состоящая из нескольких классов. Изучается Закон Божий, история Церкви, церковное пение. Трое преподавателей воскресной школы в 2005 году удостоены ордена святителя Иннокентия Московского 3-й степени.
В храме проводятся концерты русской духовной музыки; с конца 1990-х годов здесь проходят выступления участников международного фестиваля русской духовной музыки (19—21 июня 2009 года уже XI Международный фестиваль русской духовной музыки).